# Apanteles paranthreneus
Apanteles paranthreneus är en stekelart som beskrevs av You och Dang 1987. Apanteles paranthreneus ingår i släktet Apanteles och familjen bracksteklar. Inga underarter finns listade i Catalogue of Life.